# داگلاس دی‌تی
داگلاس دی‌تی (به انگلیسی: Douglas DT) یک هواپیمای ساختِ کارخانهٔ شرکت هواپیماسازی داگلاس در کشور ایالات متحده آمریکا است که در سال ۱۹۲۱–۱۹۲۹ ساخته شد. نخستین استفاده‌کنندهٔ این هواپیما نیروی دریایی ایالات متحده آمریکا بوده‌است. این هواپیما برای نخستین بار در ۱۹۲۱ میلادی مورد استفاده قرار گرفت.